# Glamour (esthétique)
Pour les articles homonymes, voir Glamour (homonymie).

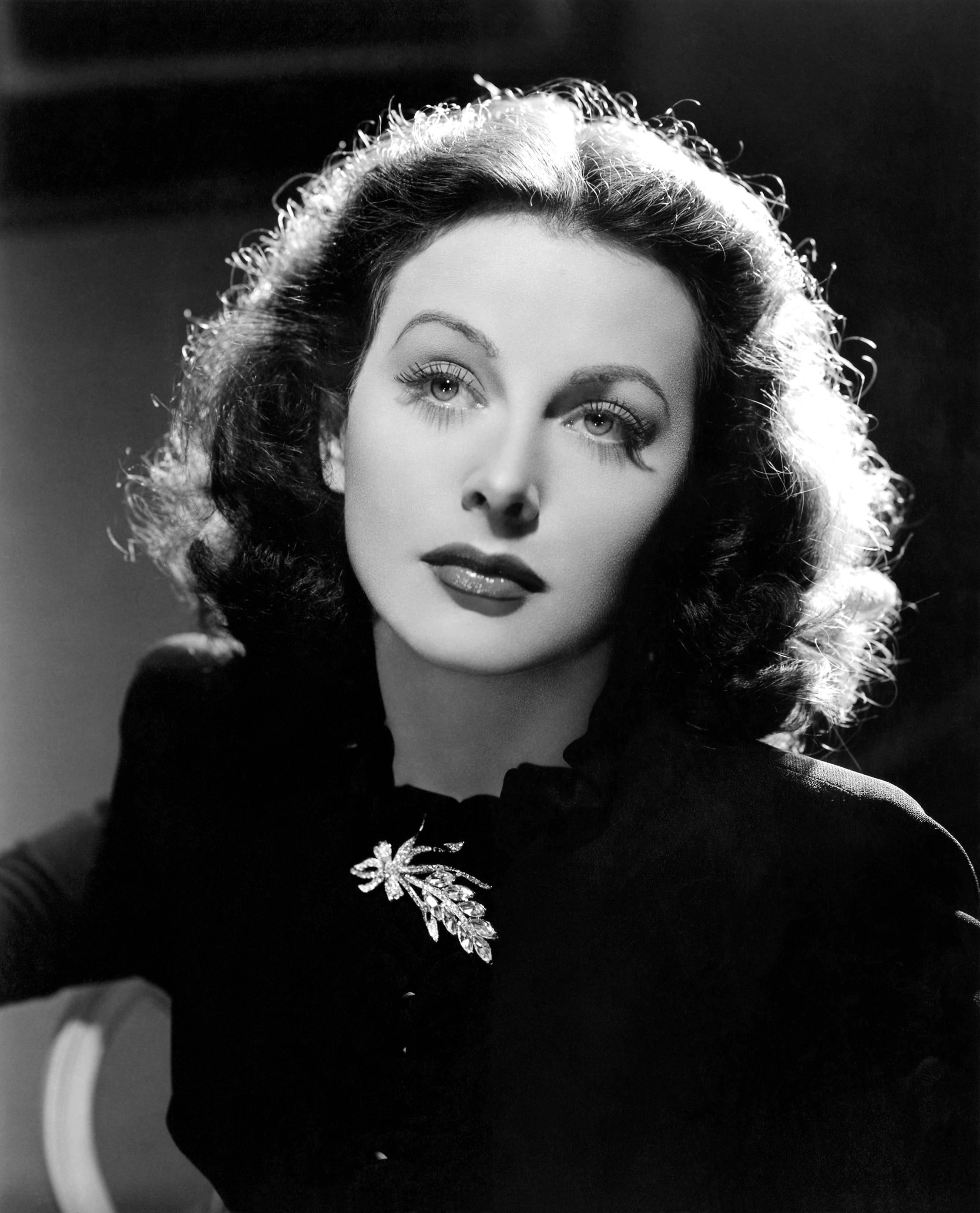
Hedy Lamarr.

Le glamour est l'impression d'attraction ou de fascination que crée une apparence particulièrement esthétique, une impression qui intensifie la réalité. Typiquement, une personne, un événement, un lieu, une technologie ou un produit tel qu'un vêtement peuvent être glamour ou ajouter du glamour. À l'origine, le terme glamour faisait référence à une formule magique, une illusion que l'on disait lancée par les sorcières.
Virginia Postrel (en) dit que pour que le glamour soit réussi, il faut presque toujours qu'il soit sprezzatura - une apparence de facilité, et qu'il paraisse distant - transcendant le quotidien, qu'il soit légèrement mystérieux et quelque peu idéalisé, mais pas au point qu'il ne soit plus possible de s'identifier à la personne. Les choses glamour ne sont ni opaques, cachant tout, ni transparentes, montrant tout, mais translucides, montrant favorablement les choses.
Le premier star system hollywoodien, en particulier, s'est spécialisé dans le glamour où il a systématiquement glamourisé ses acteurs et actrices.
Dans l'usage moderne, le glamour est souvent confondu avec le style ou la beauté, mais ils peuvent être considérés comme distincts, bien que le glamour puisse donner l'apparence de la beauté ou se présenter comme un style personnel.

## Histoire
À l'origine, le terme glamour faisait référence à une formule magique, une illusion que l'on disait lancée par les sorcières. Dans la terminologie de la fin du XIXe siècle, un objet non magique utilisé pour aider à créer une apparence plus attrayante est progressivement devenu connu sous le nom de glamour.
À la fin du XIXe siècle, le sens commun s'est déplacé pour s'appliquer à des objets et des bijoux ordinaires sans connotation surnaturelle, simplement en raison de l'effet qu'ils ont sur l'apparence. C'est le sens utilisé dans cet article et, dans une certaine mesure, c'est la manière dont il était utilisé par le système hollywoodien à ses débuts.
Dans l'usage moderne, le glamour est souvent confondu avec le style ou la beauté, mais ils peuvent être considérés comme distincts, bien que le glamour puisse donner l'apparence de la beauté ou se présenter comme un style personnel.

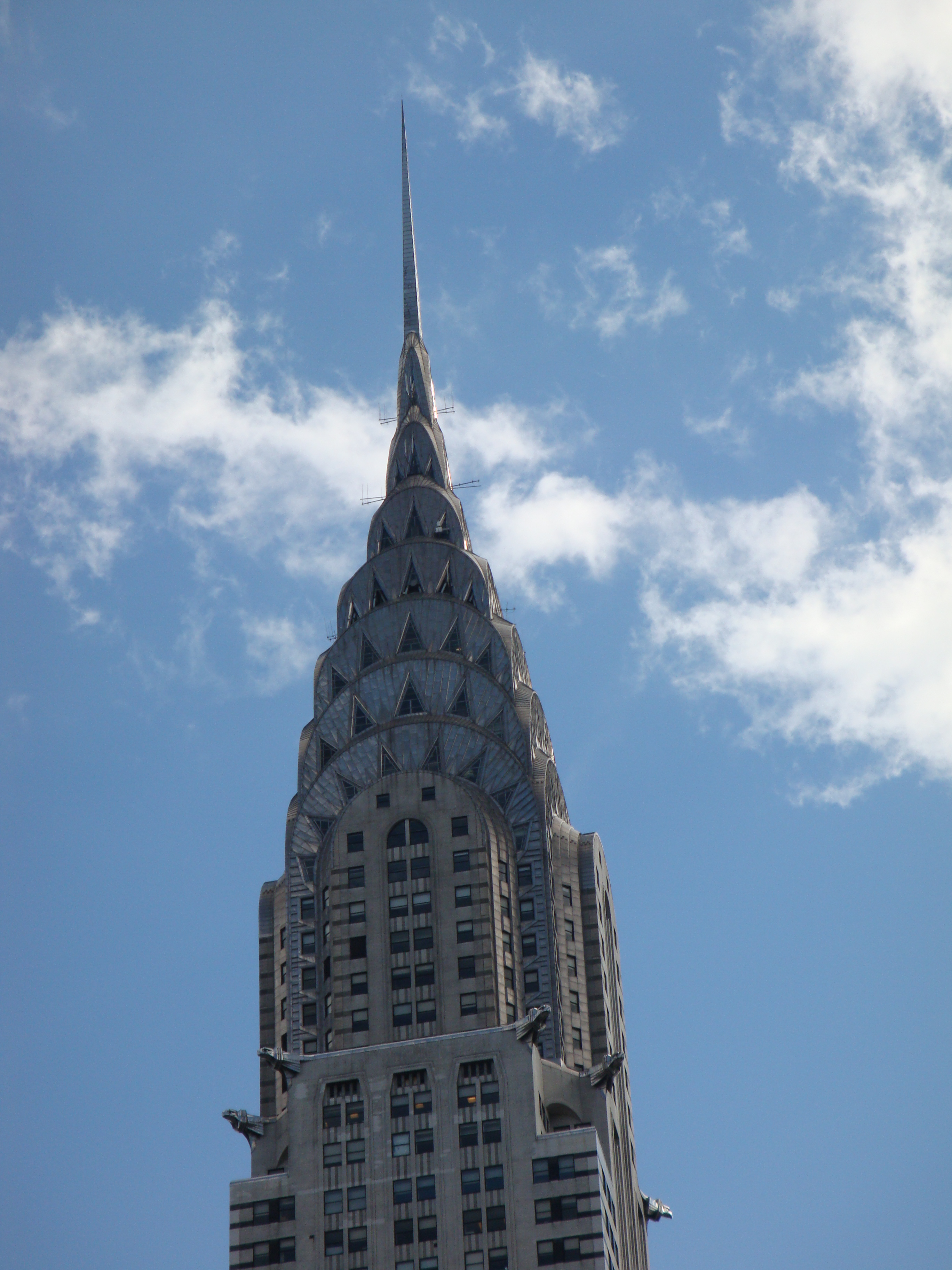
Chrysler Building.

## Design
De nombreuses formes d'architecture utilisent des motifs glamour pour rehausser l'apparence de bâtiments qui, autrement, seraient banals. Le style Art déco est généralement considéré comme un style glamour.

## Cinéma
L'âge d'or du glamour à Hollywood se situe dans les années 1930 et 1940, après la Grande Dépression et ses conséquences.
« Le glamour est le résultat du clair-obscur, du jeu de la lumière sur le paysage du visage, de l'utilisation de l'environnement à travers la composition, à travers la mèche de cheveux et la création d'ombres mystérieuses dans les yeux ». À Hollywood, des vedettes aussi éloignées les unes des autres que Marlene Dietrich, Carole Lombard, Rita Hayworth et Dolores del Río possèdent ou acquièrent le glamour, la technologie et la volonté de raffiner leur beauté. »
le cinéaste Josef von Sternberg
Les studios d'Hollywood présentaient leurs vedettes féminines dans des robes de créateurs et des bijoux exquis, tant à l'écran que dans des occasions soigneusement orchestrées pour la publicité. Joan Crawford aurait dit : « Je ne sors jamais sans ressembler à Joan Crawford, la vedette de cinéma ».
Les prises de vue étaient réalisées dans des pièces spécialement peintes pour flatter le teint des acteurs et des actrices, et une attention particulière était portée aux cheveux et aux vêtements, ce qui a notamment été fait avec succès avec :
- Greta Garbo[4] ;
- Betty Grable[4] ;
- Grace Kelly[1] ;
- Hedy Lamarr[1] (Hedy Lamarr a déclaré : « N'importe quelle fille peut être glamour. Il suffit de rester immobile et d'avoir l'air stupide. ») ;
- Sean Connery[1] ;
- Marilyn Monroe[1].

## Icônes
Les icônes du glamour sont des personnes dont on pense qu'elles incarnent le glamour, qui ont un style individuel qui les rend plus attrayantes.
Parmi ces personnes, on retrouve :
- Caroline de Monaco ;
- Diana Spencer ;
- Gloria de Tour et Taxis ;
- Grace Kelly ;
- Isabelle d'Orléans-Bragance ;
- Élisabeth II[8] ;
- Marella Agnelli ;
- Brigitte Bardot ;
- Cate Blanchett ;
- Naomi Campbell[8] ;
- Joan Collins[9] ;
- Joan Crawford ;
- Marilyn Monroe ;
- Mariah Carey ;
- Marlene Dietrich ;
- Ava Gardner[9] ;
- Jean Harlow ;
- Maria Callas ;
- Audrey Hepburn ;
- Sophia Loren[9] ;
- Imelda Marcos ;
- Stella McCartney[8] ;
- Jacqueline Kennedy Onassis[8] ;
- Aishwarya Rai[8] ;
- Claudia Schiffer[8] ;
- Gloria Swanson ;
- Elizabeth Taylor ;
- Yvonne De Carlo ;
- Lana Turner[10] ;
- Mae West.

## Glamour photography
La glamour photography consiste à photographier un modèle en mettant l'accent sur le modèle, sa sexualité et son allure. Les vêtements, la mode, les produits ou l'environnement contenus dans l'image n'ont qu'une importance mineure. Les photographes utilisent une combinaison de produits cosmétiques, de techniques d'éclairage et d'aérographie pour produire l'image la plus attrayante possible du modèle.